# Román de Hoyos
Román de Hoyos Villa (Urrao, 30 de enero de 1816-Medellín, 23 de octubre de 1898) fue un político y abogado colombiano, que se desempeñó interinamente como Presidente del Estado Soberano de Antioquia, en 1876 durante la Guerra de las Escuelas.

## Biografía
Nació en 1816, en plena guerra de independencia, hijo de Sacramento Hoyos Zuluoga y de María de Villa. Aunque se cree que nació en Urrao, algunas fuentes afirman que nació en Santa Fe de Bogotá.
Fue alumno fundador del Colegio Seminario de Santa Fe de Antioquia en 1830, y estudió Derecho en el Colegio Mayor del Rosario de Bogotá, graduándose de abogado en 1836, con un Doctorado en Derecho. Fue miembro de la Sociedad de Amigos del País, se convirtió en Representante a la Legislatura Provincial en 1846 y en congresista en 1850. En 1857 se convirtió en procurador general del Estado, durante el gobierno de Rafael María Giraldo Zuluaga. En 1864 se convirtió en Vicerrector de la Universidad de Antioquia, cuando esta estaba cerrada. Ese mismo año, el presidente del Estado, Pedro Justo Berrío, reabrió la institución y lo nombró Rector. Durante su período como rector la institución aumentó su nivel académico y aumentó su dinámica educativa, así como se cambió el nombre de la institución de «Colegio del Estado de Antioquia» a «Universidad de Antioquia».
En diciembre de 1876 fue nombrado Presidente encargado del Estado Soberano de Antioquia, ya que el entonces presidente, Recaredo de Villa, hubo de huir del país; Hoyos ejerció el cargo hasta que se posesionó su sucesor, Silverio Arango Palacio. Murió en octubre de 1898.